# المسارا
ال-مسارا یک منطقهٔ مسکونی در فلسطین است.

## خصوصیات
ال-مسارا ۸۰۳ نفر جمعیت دارد.